# Myrmecophantes fumibasis
Myrmecophantes fumibasis är en fjärilsart som beskrevs av Paul Dognin 1914. Myrmecophantes fumibasis ingår i släktet Myrmecophantes och familjen mätare. Inga underarter finns listade i Catalogue of Life.